# بي كيدوده
بي كيدوده (بالإنجليزية: Bi Kidude)‏، واسمها الأصلي فاطمة بنت بركة (1910 ـ 2013) هي مطربة تنزانية، زنجبارية المولد، لُقبت بملكة الطرب وموسيقى الأونياغو. حصلت على جائزة ووميكس العالمية سنة 2005، لتأثيرها الكبير على الموسيقى والثقافة في تنزانيا، كما حصلت على وسام الفنون والرياضة التنزاني سنة 2012.

## حياتها
ولدت فاطمة بنت بركة في قرية مفاجيمارينغو، ولا يُعرف تاريخ ميلادها ولا تفاصيل نشأتها على وجه الدقة. كان والدها بائع جوز هند في زنجبار أثناء الاحتلال الإنجليزي. وتأثرت بالمطربة الزنجبارية ستي بنت سعد. واشتهرت بأداء أغاني الطرب السواحيلي المتأثرة بالطابع العربي.
اشتهرت بتدخينها التبغ خلال إحيائها حفلاتها الغنائية في المسرح، وبدأت الغناء في مركب شراعي في سن العاشرة، في عشرينيات القرن الماضي، وبدأ صيتها في الانتشار عقب مشاركتها المبكرة مع فرق شعبية لموسيقى الدومباك، وهي الموسيقى الشعبية المحلية للزنجبار. عرفت بمواقفها المشجعة للمرأة في بلادها والدفاع عن حقوقها.

## وفاتها
رحلت فاطمة بنت بركة المعروفة بـ"بي كيدوده" في 13 أبريل من عام 2013، ويعتقد أنها تجاوزت الـ 100 عام، ودفنت في قرية كيتومبا، وشارك في تشييعها الرئيس التنزازني مع المئات في مراسم تشييع رسمية.

## روابط خارجية
- بي كيدوده على موقع IMDb (الإنجليزية)
- بي كيدوده على موقع ميوزك برينز (الإنجليزية)
- بي كيدوده على موقع أول ميوزيك (الإنجليزية)
- بي كيدوده على موقع ديسكوغز (الإنجليزية)